# Ceropsilopa costalis
Ceropsilopa costalis är en tvåvingeart som beskrevs av Wirth 1956. Ceropsilopa costalis ingår i släktet Ceropsilopa och familjen vattenflugor. Inga underarter finns listade i Catalogue of Life.